# Villalba de los Llanos (kommunhuvudort)
Villalba de los Llanos är en kommunhuvudort i Spanien.   Den ligger i provinsen Provincia de Salamanca och regionen Kastilien och Leon, i den centrala delen av landet, 200 km väster om huvudstaden Madrid. Villalba de los Llanos ligger 830 meter över havet och antalet invånare är 182.
Terrängen runt Villalba de los Llanos är platt. Runt Villalba de los Llanos är det mycket glesbefolkat, med 3 invånare per kvadratkilometer. Närmaste större samhälle är Matilla de los Caños del Río, 3,9 km nordost om Villalba de los Llanos. Trakten runt Villalba de los Llanos består i huvudsak av gräsmarker.